# سیف نبیل
سیف نبیل (عربی: سيف نبيل؛ زادهٔ ۴ مارس ۱۹۸۶) موسیقی‌دان، آهنگساز، خواننده اهل عراق است. وی از سال ۲۰۱۱ میلادی تاکنون مشغول فعالیت بوده‌است.